# Geboorte van de Moeder Gods-kathedraal (Moerom)
De Kathedraal van de Geboorte van de Moeder Gods (Russisch: Собор Рождества Богородицы) was een Russisch-orthodoxe kathedraal in de Russische stad Moerom. Het gebouw stond op de top van een heuvel aan de rivier de Oka en was het belangrijkste kerkgebouw van de stad. In de kathedraal werden de relieken van de orthodoxe heiligen Pjotr en Fevronija bewaard.

## Geschiedenis
De kathedraal werd gebouwd in de jaren 1555-1557 door Ivan de Verschrikkelijke na de verovering van Kazan. Aangenomen wordt echter dat er reeds in de 13e eeuw sprake was van een stenen kathedraal. In de jaren 1872-1873 werd een ingrijpende restauratie van de kathedraal uitgevoerd onder leiding van de provinciale architect Vladimir N. Artlebena. Als gevolg van die restauratie kreeg de kathedraal een neo-Byzantijns uiterlijk.

## Sovjetperiode
Na de Oktoberrevolutie werd de kathedraal door de bolsjewieken geplunderd en werden oude iconen, waardevolle voorwerpen en de graven van Pjotr en Fevronija overgebracht naar een anti-religieus museum. Sluiting voor de eredienst volgde in 1924. In de jaren 1930 werd het plein van de kathedraal omgedoopt tot een voetbalveld en de onderste verdieping van de klokkentoren deed dienst als kleedruimte voor de spelers. Een besluit tot sloop van de kathedraal werd uitgevoerd in 1939-1940. De klokkentoren bleef nog enkele jaren staan en fungeerde als brandtoren. Op de plaats van de verdwenen sacrale bouwwerken werd vervolgens een stadspark aangelegd. In 1989 werden op verzoek van het bisdom de graven met de overblijfselen van Pjotr en Fevronija teruggegeven aan de Russisch-orthodoxe Kerk. Sindsdien hebben de graven een plek gekregen in de kathedraal van het Annunciatieklooster in Moerom.